# 胃食道逆流

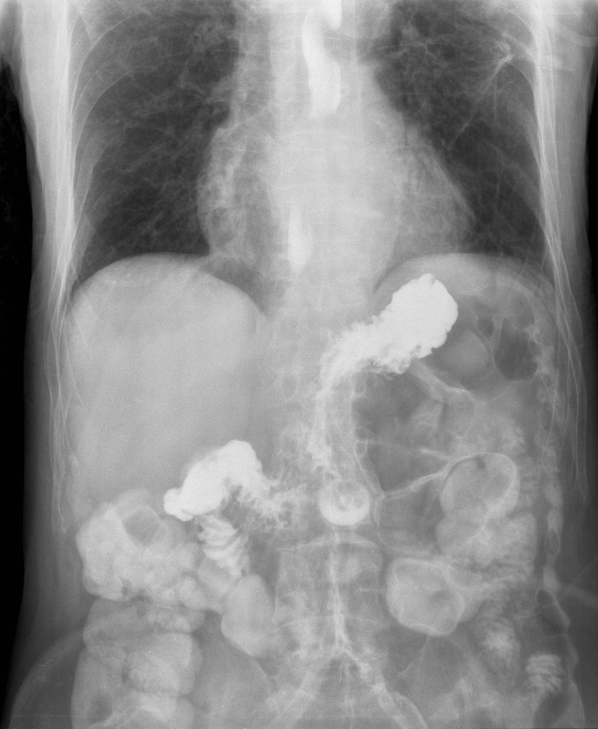
胃造口病人的腹部和胸部X线片，显示食管（胸部中间线有三段亮白色物质垂直聚集）内的造影剂（白色物质），腹部的横膈下亮白色物质或影像依序为胃、造口、十二指肠。造影剂从造口注射到胃中，很快就可以看到它向上流至食管，此因患者有严重反流性食管炎（洛杉矶D级）。

胃食道逆流（gastroesophageal reflux disease，GERD）又称返流性食管炎、胃食管反流病、胃酸倒流等，是指胃酸（有时加上十二指肠液）及胃内容物長期不正常地向上反流进入食道甚至口腔的疾病；常合併下食道括約肌功能異常，且因慢性胃酸逆流造成食道黏膜損傷。
其臨床症狀包含口腔產生酸味甚至合併苦味、胃灼熱（火烧心）、口臭、胸痛、胸口不適、反胃、咳嗽、咽喉不適甚至聲音沙啞、呼吸問題、齲齒。併發症包含食道炎、食道潰瘍、食道狹窄和巴雷斯特食道症。

## 病因與診斷
其致病機轉是下食道括約肌（胃和食道之間交界）無力。
其風險因子包含肥胖、懷孕、抽菸、飲酒、巧克力、油膩食物、解剖缺陷（如食管裂孔疝）和特定藥物，包含抗組織胺、鈣離子通道阻斷劑、非類固醇抗發炎藥、氣喘藥、抗抑鬱藥和鎮靜安眠藥。
診斷工具包含上消化道内视镜、上消化道攝影、食道酸鹼值監測和食道動力檢查。

## 治療
治療包含生活習慣調整及藥物，若前兩者無效則可以考慮使用外科治療。生活習慣調整包含減重、戒菸、避免在進食後三小時內平躺、床頭抬高、避免刺激食物。 治療藥物包含制酸劑、H2受體阻抗劑、氫離子幫浦阻斷劑和胃腸蠕動促進劑。

## 流行病學
在西方世界，大約有10-20%的人口有胃食管反流病。若計入偶爾發生胃食道逆流的患者，且沒有造成相關症狀和併發症的患者比率又更高。

## 歷史
1925年，弗里登瓦爾德（Julius Friedenwald）和費爾德曼（Feldman）發現了火燒心與食道裂孔疝之間的關聯性，這可能是關於此疾病症狀的首筆記載。1934年，美國胃腸科醫師雅什·溫克爾斯坦（Asher Winkelstein）則首度描述了此一疾病。

## 延伸閱讀
- Lichtenstein, David R.; Cash, Brooks D.; Davila, Raquel; Baron, Todd H.; Adler, Douglas G.; Anderson, Michelle A.; Dominitz, Jason A.; Gan, Seng-Ian; Harrison, M. Edwyn; Ikenberry, Steven O.; Qureshi, Waqar A. . Gastrointestinal Endoscopy（英语：Gastrointestinal Endoscopy）. 2007-08-01, 66 (2). ISSN 0016-5107. PMID 17643692. doi:10.1016/j.gie.2007.05.027 （英语）.
- Hirano, Ikuo; Richter, Joel E. . The American Journal of Gastroenterology. 2007-03, 102 (3): 668-685. CiteSeerX 10.1.1.619.3818 . ISSN 0002-9270. PMID 17335450. doi:10.1111/j.1572-0241.2006.00936.x.
- Katz, Philip O; Gerson, Lauren B; Vela, Marcelo F. . American Journal of Gastroenterology. 2013-03, 108 (3): 308-328. ISSN 0002-9270. PMID 23419381. doi:10.1038/ajg.2012.444 （英语）.